# ويليام بي جوردان

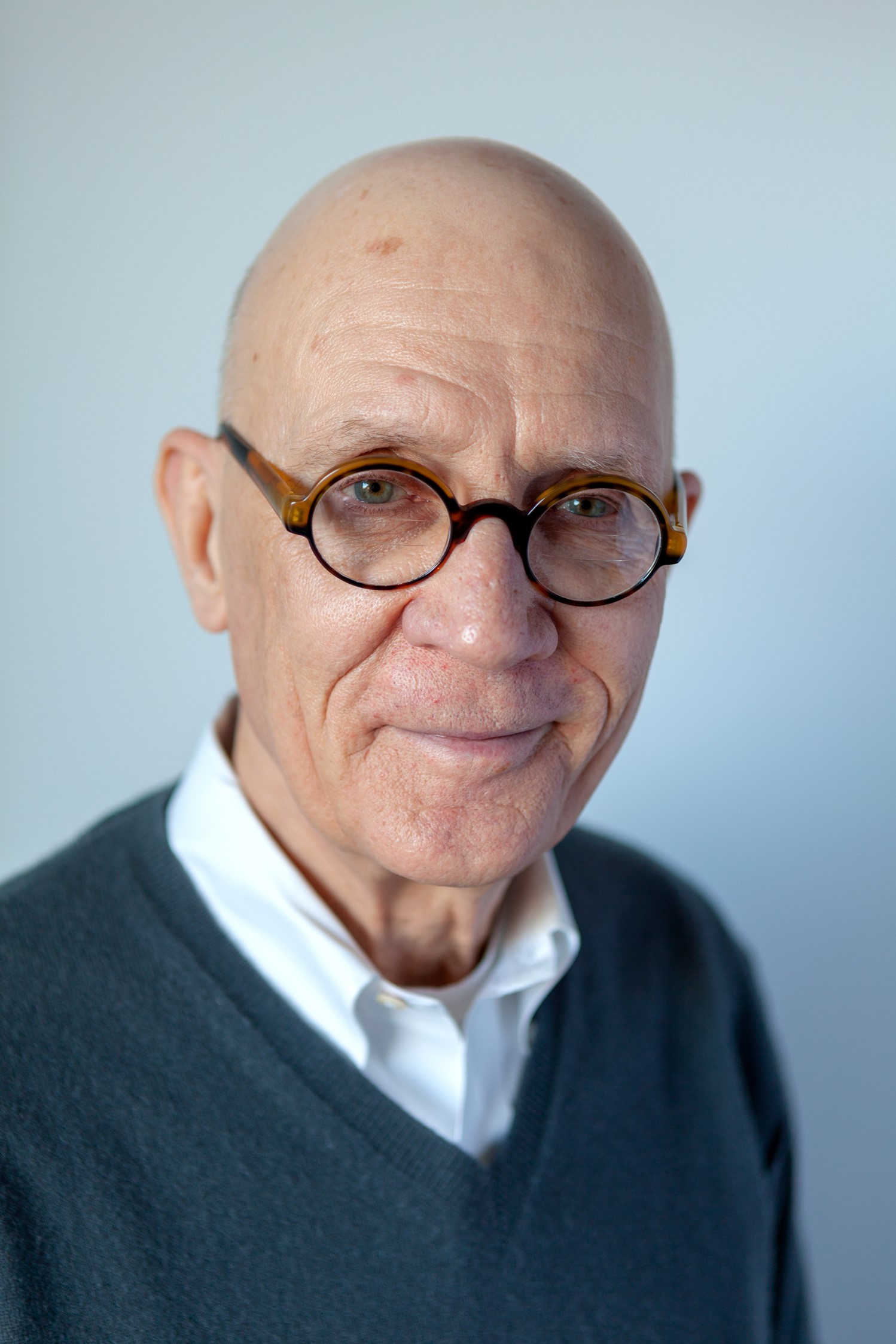
وليام برايان جوردان

ويليام برايان جوردان الابن (8 مايو، 1940- 22 يناير، 2018) مؤرخ فنون أمريكي سهل عمليات اقتناء اللوحات الفنية، ونسق المعارض وألف منشورات عن فنانين إسبانيين ولوحات الطبيعة الصامتة، لاسيما من العصر الذهبي.
ولد جوردان ونشأ في ناشفيل، تينيسي، ودرس لاحقًا في جامعة واشنطن ولي في سان أنطونيو، تكساس وفي معهد الفنون الجميلة في جامعة نيويورك. أصبح المدير المؤسس لمتحف ميدوز في جامعة ساوذيرن ميثوديست في عام 1967. ساعد جوردان المتحف بالحصول على 75 عمل فني، بمساعدة مالية من ألغور إتش ميدوز، ويُنسب إليه الفضل في تحويل مجموعة المتحف إلى واحدة من أبرز مجموعات الفن الإسبانية خارج إسبانيا. كان أيضًا رئيس قسم الفنون الجميلة في كلية ميدوز للفنون وأمينًا مساعدًا لمتحف دالاس للفنون.
بعد أن ترك متحف ميدوز، عمل جوردان نائب مدير ورئيسًا منسقًا لمتحف كيمبل للفنون منذ عام 1981 حتى عام 1990، وعمل في العديد من معارض ومنشورات الطبيعة الصامتة، بما في ذلك المعرض الإسباني الطبيعة الصامتة في العصر الذهبي 1600-1650 (1985)، والطبيعة الصامتة الإسبانية منذ عهد بيلاثكيث إلى عهد غويا (1995). توجت أبحاث جوردان على مدى 40 عامًا بكتابه خوان فان دير هامين واي ليون ومحكمة مدريد. كان عضوًا في مجلس العديد من المتاحف والمعاهد الفنية، تم تعيينه أمينًا فخريًا لمتحف برادو في عام 2017.
اشتهر جوردان بذكائه في التذوق، وعمل كخبير شراء وإسناد، وقد حصل على مجموعة خاصة مع زوجه روبرت دين براونلي. اشترى جوردان لوحة ظن أنه يوجد خطأ في إسنادها في ذلك الحين- اعتقد أنها تعود لدييغو بيلاثكيث- بمبلغ 1000 يورو في عام 1988. بعد تأكيد إسنادها لبيلاثكيث، تبرع باللوحة، التي كان عنوانها في حينها بورتري لفيليب الثالث (1623-1631) وقدرت قيمتها بنحو 6 مليون دولار أمريكي، لصالح متحف برادو عام 2016. بعد وفاته، تم توريث عدة أعمال فنية من مجموعة جوردان وبراونلي لعدة متاحف وفقًا لحصر أملاك ورثتهم.

## بداية حياته
ولد ويليام برايان جوردان الابن بتاريخ 8 مايو، 1940، في ناشفيل، تينيسي، لوالدته ديكسي أوين جوردان وويليام برايان جوردان. كان لديه ثلاث أخوات هن: إيتي لو جوردان سورد، فرانسيس جوردان هيرن-رايني، وسو جوردان رودارت. انتقلوا إلى سان أنطونيو، تكساس في عام 1945، حيث التحق بمدرسة ألامو هايتس الثانوية. عمل خلال فصول الصيف في متحف مكناي للفنون وتولى توجيهه أول مدير للمتحف جون بالمر ليبر.
تخرج جوردان بمرتبة شرف لاتينية في عام 1962 بدرجة بكالوريوس من جامعة واشنطن ولي، وأكمل درجتي الماجستير والدكتوراه في تاريخ الفن الإسباني من معهد الفنون الجميلة في جامعة نيويورك في عامي 1964 و1967 على التوالي. ركز جوردان، تحت إشراف مؤرخ الفنون الإسباني خوسيه لوبيز-ري، على خوان فان دير هامين في أطروحته لنيل شهادة الدكتوراه. أمضى 11 شهرًا في تقييم الأرشيف في إسبانيا، واكتشف سجلات للوحات جديدة وتفاصيل بيوغرافية لفان دير هامين. جمع جوردان قائمة توضيحية مصورة ودراسة عن الرسام في أطروحته المؤلفة من مجلدين عام 1967 التي كان عنوانها، خوان فان دير هامين واي ليون.

## مسيرته المهنية

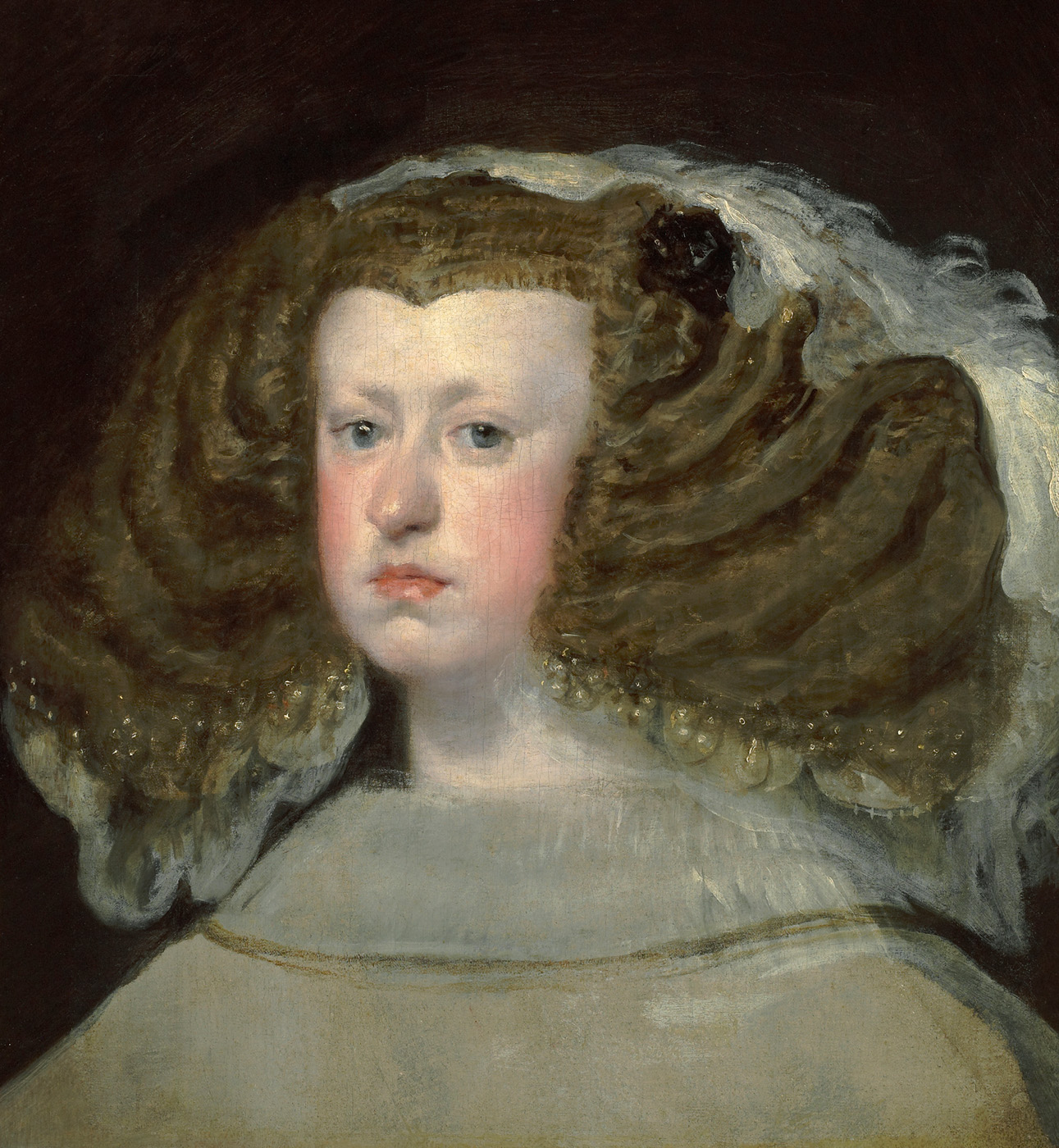
صورة للملكة ماريانا لدييغو بيلاثكيث

### 1967-1981: متحف ميدوز
عندما عرض على جوردان منصب مدير متحف ميدوز الذي كان قد افتتح مؤخرًا في جامعة ساوذيرن ميثوديست في دالاس، تكساس، كان المتحف يعاني من فضيحة فنية كانت قد دمرت سمعته؛ فقد تبين أن 44 لوحة ضمن مجموعته كانت مزورة، بما في ذلك تزويرات لإلمير دو هوري. زار جوردان المتحف مع لوبيز-راي، وخلص إلى أنه «سيكون عليه إعادة تشكيل المجموعة من الصفر». تعهد ألغور إتش ميدوز، مؤسس المتحف والمتبرع له، بأكثر من مليون دولار أمريكي (ما يعادل 8.1 مليون دولار في عام 2021) لإعادة بناء مجموعتهم الفنية الإسبانية، وقبل جوردان المنصب.
أصبح جوردان المدير المؤسس لمتحف ميدوز ورئيسًا لقسم لفنون الجميلة في كلية ميدوز للفنون في عام 1967. تم إغلاق المتحف عدة أشهر، وبدأ جوردان بتقييم مجموعته بمساعدة لوبيز-راي ودييغو أنغولو أنغيز. أعاد جوردان تنظيم المجموعة من خلال بيع اللوحات التي اعتبر وجودها غير مهم في مجموعة متحف بالمزاد العلني، وجلب أعمال فنية جديدة قبل إعادة افتتاح المتحف؛ تضمنت المجموعة لوحة يارد ويذ لوناتيكس (1794) لفرانسيسكو غويا، وأعمال لفرانسيسكو دو زورباران وبارتولومي إيستيبان موريلو. في مقال نشر في صحيفة فنية عام 1968، ناقش جوردان إضافاتهم الأخيرة وكتب أن المتحف بدأ برنامج اقتناء لتوسيع مجموعته؛ وأتبعها بفهرس للمجموعة 1974 عنونه: متحف ميدوز: دليل الزائر للمجموعة.
بين عامي1971-1972، نظم جوردان معرضًا عن مجموعة من الأعمال الفنية المتعلقة بدينيس هوبر، ومعرض أعمال فنية لما بعد الحرب لأندي وارهول، وروبرت روشينبيرغ ووالاس بيرنيت في معرض جامعة ساوذيرن ميثوديست. أشرف على معرض شعراء المدن: نيويورك وسان فرانسيسكو 1950-1965 (1974)، ومعرض عن الفن الدولي المعاصر في معرض الجامعة وفي متحف دالاس للفنون. في عام 1975، تم تعيين جوردان أستاذًا متفرغًا في كلية ميدوز للفنون، حيث درس مقررات عن تاريخ الأدب الإسباني وتذوق الفن.
كان جوردان عضوًا مؤسسًا في وأمينًا عامًا للجمعية الأمريكية للدراسات الفنية الإسبانية التاريخية منذ عام 1976 حتى عام 1978. انضم إلى متحف دالاس للفنون بصفته أمينًا مساعدًا لقسم الفن الأوروبي في عام 1977، وهو منصب شغله حتى عام 1982. نسق معرض مجموعات دالاس: الأساتذة الانطباعيون وأساتذة الحداثة الأولى (1978) في الذكرى السنوية الخامسة والسبعين للمتحف، وجمع 115 عمل فني من المجموعات المحلية الخاصة، وكتب الفهرس الخاص بالمعرض. في السنوات التالية، أصبح جوردان عضوًا في مجلس الأمناء، وعضوًا ورئيس مجلس لجنة مجموعات متحف دالاس للفنون.
حصل جوردان، مع دعم ميدوز المالي، على عدة أعمال فنية بارزة من المزادات ومن تجار القطع الفنية، ووسع مجموعة متحف ميدوز بشكل كبير. استمر التعاون حتى وفاة ميدوز في حادث سيارة عام 1978. نظم جوردان معرض منحوتة القرن العشرين: مجموعة السيد والسيدة ريموند دي ناشير، وهو أول معرض لمجموعة منحوتات باتسي وريموند ناشير، في معرض الجامعة عام 1978. أشرف على رسم معارض للوحات ورسومات من الفن المعاصر لساي تومبلي ومعرض ليفرز دارتيست لبراك وماتيس وبيكاسو من مجموعة مكتبة برايدويل في الموقع نفسه عام 1980.
خلال فترة عمله، اقتنى جوردان 75 عمل فني، وساعد في تطوير مجموعة النحت الخاصة بالمتحف في مجموعة «حديقة إليزابيث لمنحوتات ميدوز». تضمنت الأعمال التي اقتناها أعمالًا لدييغو بيلاثكيث، وفرانسيسكو دو زورباران، وجوسيبي دو ريبيرا وموريلو، وست لوحات لغويا منذ القرن الثامن عشر حتى القرن التاسع عشر، وأعمال بيكاسو الفنية في القرن العشرين، وخوان ميرو وخوان غريس. ينسب الفضل لجوردان على نطاق واسع لتحويله مجموعة متحف ميدوز إلى واحدة من أبرز مجموعات الفن الإسبانية خارج إسبانيا. ترك المتحف في عام 1981، لكنه ظل يشارك في جميع نشاطاته؛ تبرع بمعظم لوحاته الإسبانية في مجموعته الخاصة للمتحف في عام 2016، وكان عضوًا في المجلس التنفيذي لكلية ميدوز للفنون حتى عام 2018.